# Auxant
Auxant – miejscowość i gmina we Francji, w regionie Burgundia-Franche-Comté, w departamencie Côte-d’Or.
Według danych na rok 1990 gminę zamieszkiwały 44 osoby, a gęstość zaludnienia wynosiła 8 osób/km² (wśród 2044 gmin Burgundii Auxant plasuje się na 866. miejscu pod względem liczby ludności, natomiast pod względem powierzchni na miejscu 1209.).